# تشانغ دالي
تشانغ دالي (بالصينية: 张大力) هو فنان صيني، ولد في 1963 في هاربن في الصين.